# Lithocarpus paniculatus
Lithocarpus paniculatus Hand.-Mazz. – gatunek roślin z rodziny bukowatych (Fagaceae Dumort.). Występuje naturalnie w Chinach – w prowincjach Guangdong (na północy), Hunan (w południowej części) i Jiangxi (na południowym zachodzie), a także w regionie autonomicznym Kuangsi (w północno-wschodniej części). 

## Morfologia
PokrójZimozielone drzewo dorastające do 48 m wysokości.
LiścieBlaszka liściowa jest nieco skórzasta i ma kształt od podługowatego do odwrotnie jajowato podługowatego. Mierzy 6–15 cm długości oraz 2,5–5 cm szerokości, jest całobrzega, ma klinową nasadę i ogoniasty lub spiczasty wierzchołek. Ogonek liściowy jest nagi i ma 6–10 mm długości.
OwoceOrzechy o stożkowatym kształcie, dorastają do 16–23 mm długości. Osadzone są pojedynczo w miseczkach o niemal kulistym kształcie, które mierzą 8–18 mm długości i 18–25 mm średnicy. Orzechy otulone są w miseczkach do 65–100% ich długości.

## Biologia i ekologia
Rośnie w wiecznie zielonych lasach. Występuje na wysokości od 600 do 1200 m n.p.m. Kwitnie od lutego do marca, natomiast owoce dojrzewają od września do października.